# داميان كيلي (لاعب كرة قدم)
داميان كيلي (بالإنجليزية: Damian Keeley)‏ (14 فبراير 1963 في المملكة المتحدة - ) هو لاعب كرة قدم بريطاني في مركز الهجوم. لعب مع نادي توركي يونايتد.